# Комплекс радничких станова у Београду
 Комплекс радничких станова налази се на Гундулићевом венцу, у  градској општини Стари град, на адреси Гундулићев венац 30—32, Венизелосова 13, Херцег Стјепана 3—5 и Сењанина Иве 14—16. у Београду. Увршћен је у споменик културе Србије.

## Историјат и архитектура
Комплекс станова чине објекти од којих је први саграђен 1909. године по пројекту архитекте Јелисавете Начић, а изграђен је на иницијативу Београдске општине, како би се што пре решио стамбени смештај радника у доба интезивног развоја индустрије у Београду, почетком 20. века. Првобитно се комплекс састојао од три зграде, две мање на углу улица Комнена Барјактара и Херцег Стјепана и једне дугачке грађевине уз Радничку улицу (данас ул. Ђуре Ђаковића). Зграде су изграђене скромно, без декорације на фасади, осим врло плитке пластике сецесијске провенијенције изнад и испод прозорских отвора. Монотонија дугачке зграде разбијена је рашчлањавањем по вертикали која је наглашена карактеристичним дрвеним забатом. Поред постојећих зграда, 1924. године у Радничкој улици по пројекту општинског техничара Балгача, општина је изградила нове зграде уз улице Херцег Стјепана, Сењанин Иве и Комнен Барјактара. Нови објекти изграђени су са истом идејом као претходни, такође скромни и функционални, а не истичу се по својој архитектури.
Комплекс радничких станова је од значајне културно-историјске врености и најстарији је сачувани комплекс те врсте у Београду, уједно и остварење Јелисавете Начић, прве жене архитекте у Србији.